# Guna Zariņa
Guna Zariņa (1 oktober 1972) is een Lets actrice. Zij is actief sinds 1998.

## Nominaties
Guna Zariņa is in totaal drie keer genomineerd voor de Latvian Film Prize. In 2009 was ze genomineerd voor beste vrouwelijke bijrol voor haar rol in de film Medības en in 2012 was ze genomineerd voor beste vrouwelijke bijrol voor haar rol in de film Kolka Cool en voor de beste actrice voor haar rol in de film Seržanta Lapiņa atgriešanās.

## Filmografie
- Seko man, 1998
- Svar med foto, 1999
- Kāzas, 2000
- Pa ceļam aizejot, 2002
- Ūdens, 2006
- Uguns, 2007
- Akmeņi, 2008
- Fieldwork, 2009
- Medības, 2009
- Seržanta Lapiņa atgriešanās, 2010
- Kolka Cool, 2011
- Izmena, 2012